# Избори за Предсједништво Босне и Херцеговине 2006.
Избори Предсједништво Босне и Херцеговине 2006. одржани су 1. октобра као дио општих избора у овој земљи. Били су то четврти по реду предсједнички избори у БиХ након Дејтонског споразума (1995), који се одржавају у оба ентитета истовремено.

## Резултати

### Избори у Федерацији БиХ
| Кандидат                  | Политички субјекат                  | Број гласова | %     | Изабран / Није изабран |
| ------------------------- | ----------------------------------- | ------------ | ----- | ---------------------- |
| Харис Силајџић            | Странка за БиХ                      | 350.520      | 41,16 | бошњачки члан          |
| Сулејман Тихић            | Странка демократске акције          | 153.683      | 18,05 | није изабран           |
| Жељко Комшић              | Социјалдемократска партија БиХ      | 116.062      | 13,63 | хрватски члан          |
| Иво Миро Јовић            | Хрватска демократска заједница БиХ  | 76.681       | 9,00  | није изабран           |
| Божо Љубић                | Хрватска демократска заједница 1990 | 53.325       | 6,26  | није изабран           |
| Мирнес Ајановић           | БОСС — СДУ БиХ                      | 45.608       | 5,36  | није изабран           |
| Јерко Иванковић Лијановић | Народна странка Радом за бољитак    | 24.822       | 2,91  | није изабран           |
| Звонко Јуришић            | Хрватска странка права БиХ          | 20.350       | 2,39  | није изабран           |
| Мухамед Ченгић            | Народна странка Радом за бољитак    | 4.466        | 0,52  | није изабран           |
| Бешћо Алибеговић          | Независни кандидат                  | 2.670        | 0,31  | није изабран           |
| Ирена корјенић Јавор      | Независни кандидат                  | 2.143        | 0,25  | није изабрана          |
| Адил Жигић                | Независни кандидат                  | 1.245        | 0,15  | није изабран           |
| Укупно важећи гласови     | Укупно важећи гласови               | 851.575      | 100   | -                      |
| Неважећи гласови          | Неважећи гласови                    |              | -     | -                      |
| Извор: ЦИК                |                                     |              |       |                        |

| Бошњачки кандидати‍ | Бошњачки кандидати‍ | Бошњачки кандидати‍ | Бошњачки кандидати‍ | Бошњачки кандидати‍ |
| ------------------ | ------------------ | ------------------ | ------------------ | ------------------ |
|                    |                    |                    |                    |                    |
| Харис Силајџић     | Харис Силајџић     |                    | 350.520            | 62,80%             |
| Сулејман Тихић     | Сулејман Тихић     |                    | 153.683            | 27,53%             |
| Мирнес Ајановић    | Мирнес Ајановић    |                    | 45.608             | 8,17%              |

| Хрватски кандидати‍        | Хрватски кандидати‍        | Хрватски кандидати‍ | Хрватски кандидати‍ | Хрватски кандидати‍ |
| ------------------------- | ------------------------- | ------------------ | ------------------ | ------------------ |
|                           |                           |                    |                    |                    |
| Жељко Комшић              | Жељко Комшић              |                    | 116.062            | 39,56%             |
| Иво Миро Јовић            | Иво Миро Јовић            |                    | 76.681             | 26,14%             |
| Божо Љубић                | Божо Љубић                |                    | 53.325             | 18,18%             |
| Јерко Иванковић Лијановић | Јерко Иванковић Лијановић |                    | 24.822             | 8,46%              |
| Звонко Јуришић            | Звонко Јуришић            |                    | 20.350             | 6,94%              |

### Избори у Републици Српској
| Кандидат              | Политички субјекат                | Број гласова | %     | Изабран / Није изабран |
| --------------------- | --------------------------------- | ------------ | ----- | ---------------------- |
| Небојша Радмановић    | Савез независних социјалдемократа | 287.675      | 53,26 | српски члан            |
| Младен Босић          | Српска демократска странка        | 130.824      | 24,22 | није изабран           |
| остали                |                                   |              |       | није изабран           |
| Укупно важећи гласови | Укупно важећи гласови             | 540.173      | 100   | -                      |
| Неважећи гласови      | Неважећи гласови                  | 52.269       | -     | -                      |
| Извор: ЦИК            |                                   |              |       |                        |

| Српски кандидати‍   | Српски кандидати‍   | Српски кандидати‍ | Српски кандидати‍ | Српски кандидати‍ |
| ------------------ | ------------------ | ---------------- | ---------------- | ---------------- |
|                    |                    |                  |                  |                  |
| Небојша Радмановић | Небојша Радмановић |                  | 287.675          | 53,26%           |
| Младен Босић       | Младен Босић       |                  | 130.824          | 24,22%           |